# Stanowa Federacja Piłkarska Rio de Janeiro
Stanowa Federacja Piłkarska Rio de Janeiro (portugalski: Federação de Futebol do Estado do Rio de Janeiro, w skrócie FERJ lub FFERJ) – powstały w 1978 oficjalny związek piłkarski stanu Rio de Janeiro, organizujący rozgrywki stanowe włącznie z Copa Rio, Campeonato Carioca de Futebol Feminino i Campeonato Carioca.